# Lema nacional dos Estados Unidos

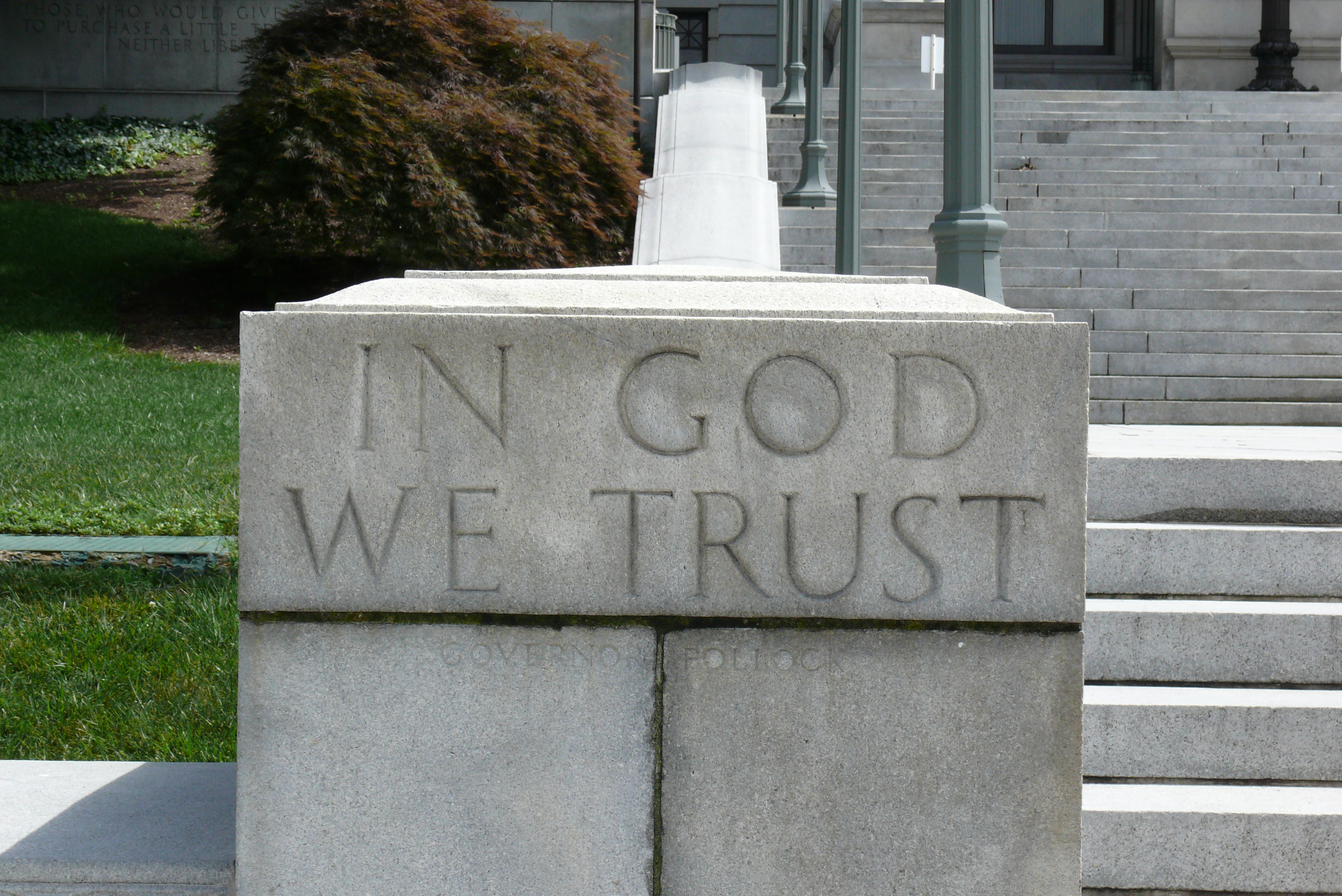
Lema nacional dos Estados Unidos, In God We Trust, em pedras ornamentais no Capitólio Estadual da Pensilvânia

O atual lema dos Estados Unidos da América, tal como estabelecido numa lei de 1956 assinada pelo Presidente Dwight D. Eisenhower, é "In God we trust" A frase apareceu pela primeira vez nas moedas americanas em 1864.

## História
A lei de 1956 foi a primeira a estabelecer um lema oficial para o país, embora E pluribus unum (do inglês: "Out of many, one"; e do português: "De muitos, um") tenha sido adotado por uma lei do Congresso em 1782 como lema do Selo dos Estados Unidos e tenha sido utilizado em moedas e papel-moeda desde 1795.
Uma frase semelhante a "In God we trust" aparece na estrofe final de "The Star-Spangled Banner". Escrita em 1814 por Francis Scott Key (e mais tarde adotada como hino nacional dos EUA em 3 de março de 1931 pelo Presidente dos EUA, Herbert Hoover), a canção contém uma referência inicial a uma variação da frase: "And this be our motto: 'In God is our trust.'" ("E este é o nosso lema: 'Em Deus confiamos'").
A mudança de "E Pluribus Unum" para "Em Deus confiamos" foi geralmente considerada incontroversa na altura, dada a influência crescente da religião organizada e as pressões da era da Guerra Fria na década de 1950. A lei de 1956 foi uma das várias ações legislativas tomadas pelo Congresso para diferenciar os Estados Unidos do comunismo ateu. Anteriormente, uma lei de 1954 acrescentou as palavras "under God" (sob Deus) ao Juramento de Fidelidade. Alguns estados também adotaram lemas com conotações religiosas durante este período, como por exemplo o lema do Ohio "With God, all things are possible" (Com Deus, tudo é possível).
A constitucionalidade do lema nacional moderno tem sido posta em causa no que respeita à separação entre a Igreja e o Estado prevista na Primeira Emenda. Em 1970, no processo Aronow v. United States, o Tribunal de Recurso dos Estados Unidos para o Nono Circuito decidiu que o lema não viola a Primeira Emenda da Constituição. A Suprema Corte dos Estados Unidos não se pronunciou sobre a questão.